# Роуз О'Нілл
Роуз Сесіл О'Нілл (нар. 25 червня 1874 — пом. 6 квітня 1944) — американська карикатуристка, ілюстраторка, художниця і письменниця. Вона побудувала успішну кар'єру журнального та книжкового ілюстратора і в молодому віці стала найвідомішою та найбільш високооплачуваною жінкою-ілюстратором у США, яка працювала на комерційній основі. О'Нілл заробила статок і міжнародну славу, створивши Кьюпі, найвідомішого персонажа коміксів до появи Мікі Мауса.
Донька продавця книг і домогосподарки, О'Ніл виросла в сільській місцевості Небраски. Вона проявляла інтерес до мистецтва в ранньому віці, а у п'ятнадцять років шукала кар'єру ілюстратора в Нью-Йорку. Її комікси про персонажа Кьюпі, які вперше з'явилися у «Ледіс хоум джорнал» у 1909 році, пізніше були виготовлені у вигляді порцелянових ляльок у 1912 році німецькою компанією з виробництва іграшок JD Kestner, пізніше їх виготовляли також з композитного матеріалу та целулоїду. Ляльки були шалено популярні на початку XX століття та вважаються однією з перших масових іграшок у США.
О'Нілл також написала кілька романів і поетичних книжок, а також брала активну участь у русі за жіноче виборче право. Деякий час вона була найбільш високооплачуваною жінкою-ілюстратором у світі після успіху ляльок Кьюпі. О'Нілл зарахували до Національної зали слави жінок.
У 2022 році на Comic Con у Сан-Дієго Роуз О'Нілл зарахували до Зали слави нагород Айснера як піонерку коміксів.

## Ранні роки
Роуз Сесіл О'Нілл народилася 25 червня 1874 року в Вілкс-Барре, штат Пенсільванія у сім'ї Вільяма Патріка Генрі та Еліс Сесилії Асенат Сенія Сміт О'Нілл «Мімі». У неї було дві молодші сестри, Лі та Калліста, і три молодших брати: Г'ю, Джеймс і Кларенс. Її батько був книготорговцем ірландського походження, який любив літературу, мистецтво та театр. Її мати була талановитим музикантом, акторкою та вчителем. О'Нілл розкрила свої таланти та любов до мистецтва та письменства в дуже юному віці. У тринадцять років вона взяла участь у конкурсі дитячого малюнку за підтримки "Омаха геральд", і отримала перший приз за свій малюнок «Спокуса, що веде до прірви».
Протягом двох років О'Нілл створювала ілюстрації для місцевих видань Омахи «Ікселсіо» і «Грейт дівайд», а також для інших періодичних видань, отримавши цю роботу за допомогою редактора "Омаха ворлд-геральд" і артдиректора журналу «Everybody», який був суддею на конкурсі. Дохід допомагав сім'ї, яку батько насилу утримував. О'Нілл навчалася в школі при монастирі Святого Серця в Омасі.

## Кар'єра

### Переїзд до Нью-Йорка

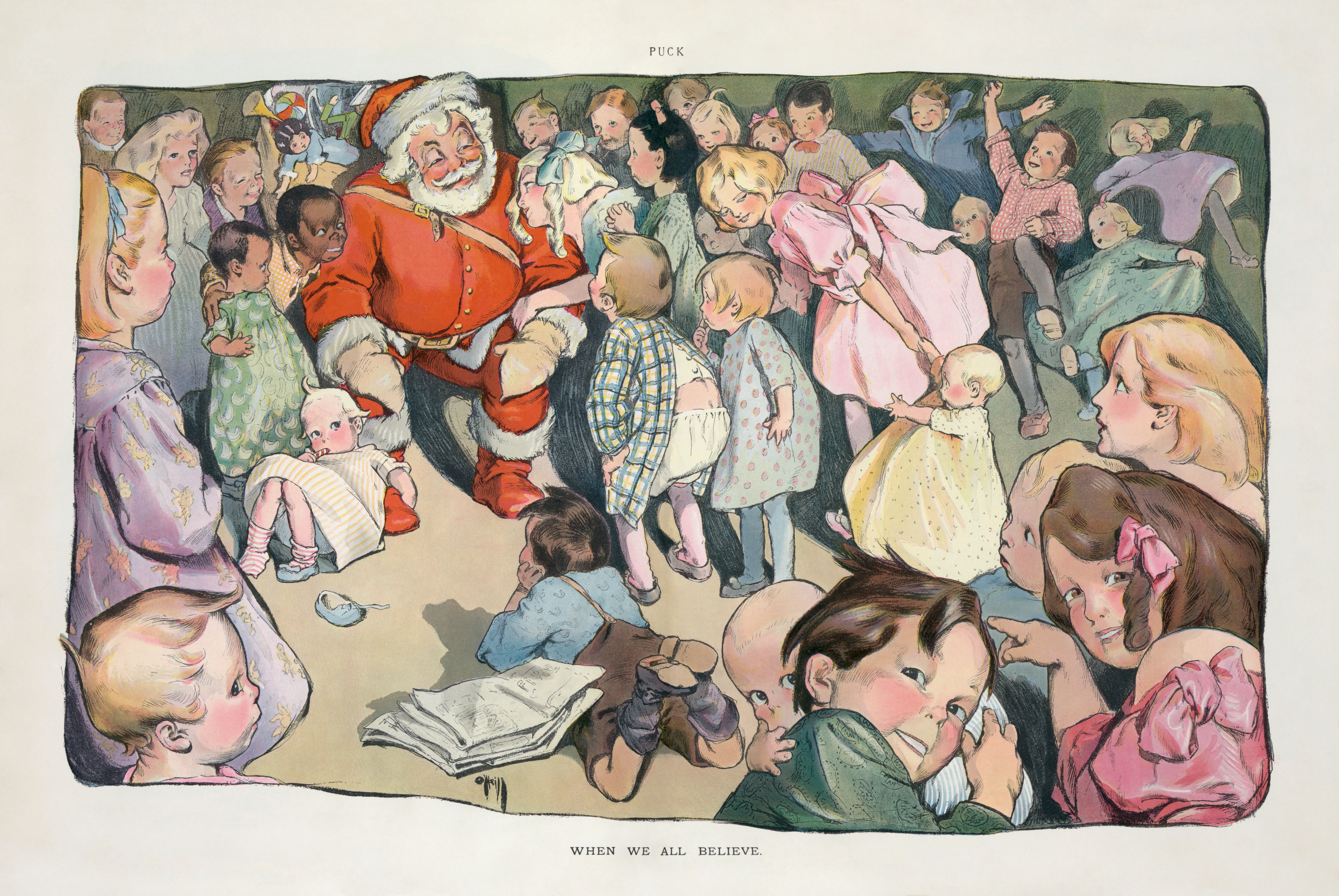
«Коли ми всі віримо»: Ілюстрація дітей, які оточують Санта-Клауса, для випуску «Puck» за 1903 рік

Щоб допомогти розвивати таланти та розпочати кар'єру доньки, у 1893 році батько привіз її до Нью-Йорка. Вони зупинилися в Чикаго, де відвідали Всесвітню виставку. На ній вона вперше побачила великі картини та скульптури. які до цього зустрічала в книжках свого батька. Потім О'Нілл залишили жити в монастирі Сестер Св. Регіса в Нью-Йорку. Черниці супроводжували її до різних видавництв, щоб продати роботи з портфоліо з шістдесяти малюнків. Вона змогла продати малюнки численним видавництвам і почала приймати замовлення. 19 вересня 1896 року комікс О'Нілл з'явився у журналі «Трус». Це означало, що вона стала першою американкою, яка опублікувала комікс.
Поки О'Нілл жила в Нью-Йорку, її батько заявив про права на садибу на невеликій ділянці землі в пустелі Озарк на півдні Міссурі. Через рік, коли О'Нілл навідалась туди, вона стала відомою як «Боннібрук». У цей час О'Нілл досягла значного успіху, приєднавшись до команди «Пак», американського гумористичного журналу, де вона була єдиною жінкою. У 1909 році вона почала працювати над створенням реклами для бренду Jell-O та робила ілюстрації для журналів «Гарперс» і «Лайф».

### Перші ілюстрації
У 1892 році, перебуваючи в Омасі, О'Нілл зустріла Грея Латама з Вірджинії, з яким побралася у 1896 році. Він відвідав О'Нілл у Нью-Йорку та продовжував писати їй, коли вона поїхала побачитись з родиною в Міссурі. Після того, як батько Летама поїхав до Мексики знімати фільми, він поїхав до Боннібрука у 1896 році. Турбуючись про благополуччя своєї родини, О'Нілл відправляла значну частину своєї зарплати додому.

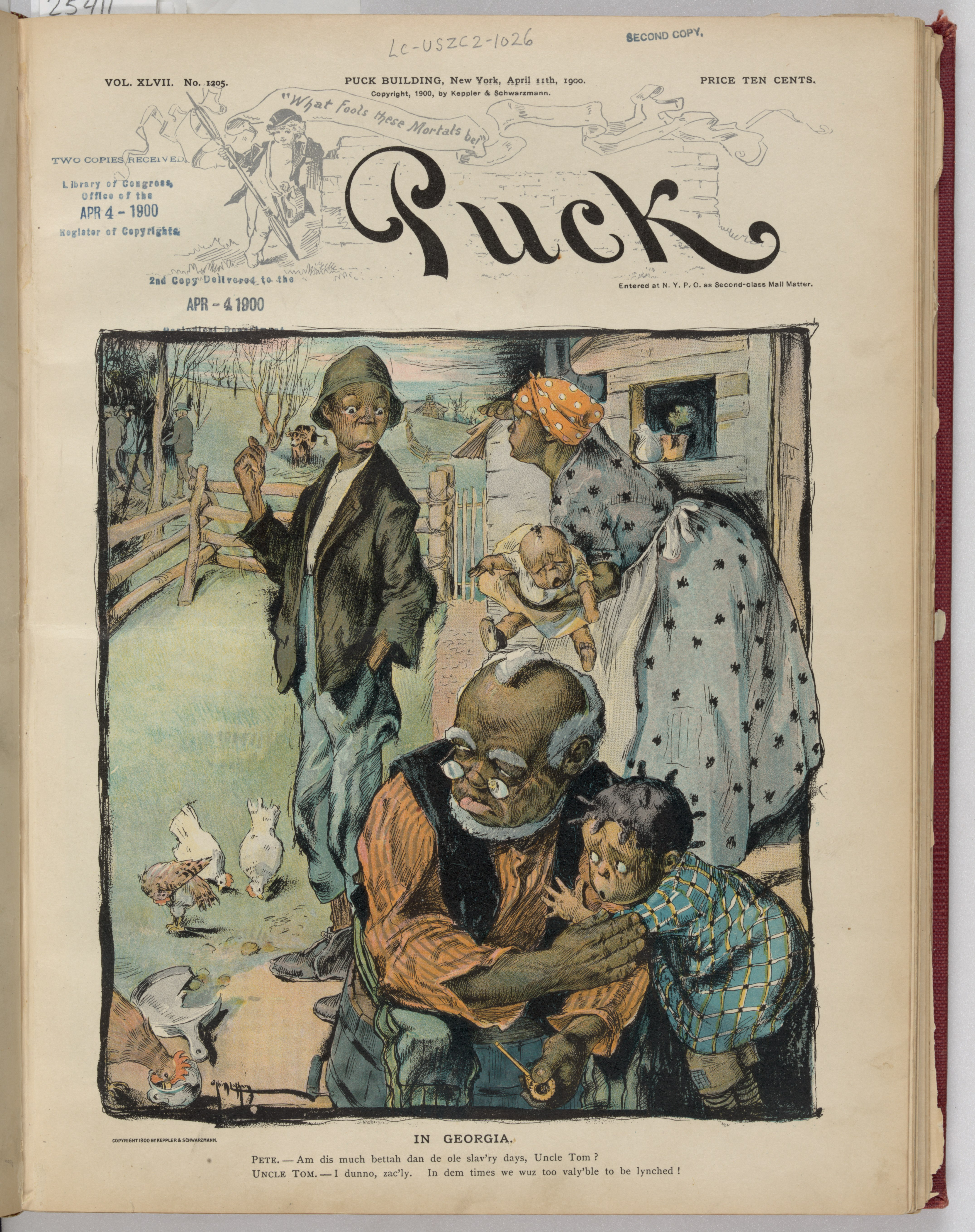

У наступні роки в О'Нілл зростала незадоволеність Латемом, оскільки йому подобалося «жити на широку ногу», грати в азартні ігри, дотримувався стилю життя плейбоя. Вона з'ясувала, що Латем, з його дуже дорогими смаками, витрачав її зарплату на себе. О'Нілл переїхала до округу Тейні, штат Міссурі, де у 1901 році подала на розлучення, повернувшись до Боннібрука. Латем помер того ж року, і деякі джерела стверджують, що О'Нілл овдовіла.
Наприкінці 1901 року О'Нілл почала отримувати поштою анонімні листи та подарунки. Вона дізналася, що їх надсилав Гаррі Леон Вілсон, помічник редактора «Пак». О'Нілл і Вілсон почали зустрічатися й одружилися у 1902 році. Після медового місяця в Колорадо вони переїхали у Боннібрук, де жили наступні кілька зим. Протягом перших трьох років Вілсон написав два романи, «Леви Господа» (1903) і «Бос Малої Аркаді» (1905), до яких О'Нілл малювала ілюстрації. Один із пізніших романів Вілсона, «Рагглс з Ред Геп», став популярним і його екранізували кілька разів, включно з німим кіно, «звуковим кіно» з Чарльзом Лоутоном у головній ролі, і зняли ремейк «Франт» з Люсіль Болл і Бобом Гоупом у головних ролях. Пара розлучилася у 1907 році.
У 1904 році О'Нілл опублікувала свій перший роман «Любов Едві», який вона також проілюструвала. У рецензії 1905 року у «Book News» відзначили, що ілюстрації О'Нілл «володіють рідкісною широтою співчуття та розуміння людства».

### Кьюпі й успіх

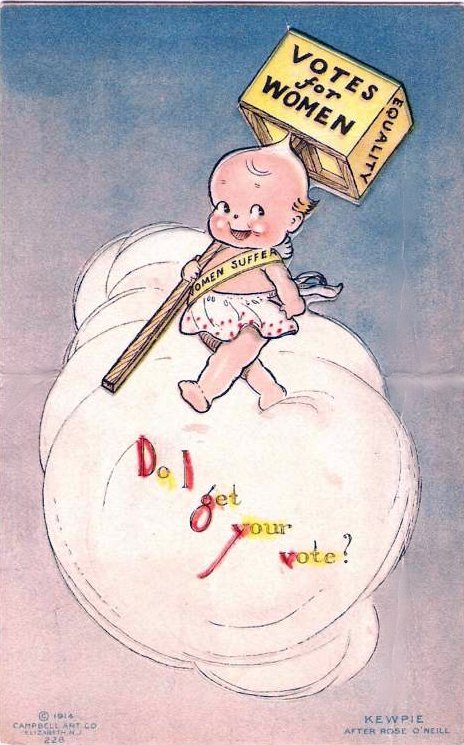
Листівка з Кьюпі (1914)

У XIX столітті з появою можливості отримання освіти, жінки-художниці стали частиною професійних підприємств, а деякі заснували власні мистецькі асоціації. Витвори мистецтва, створені жінками, вважалися неповноцінними, і для подолання цього стереотипу, жінки стали, за словами історика мистецтва Лаури Прієто, «дедалі голосніше та впевненіше» просувати свої роботи. Багатьох художниць, зокрема й О'Нілл, можна схарактеризувати як приклад освіченої, сучасної та незалежної «нової жінки» — форми гендерної ідентичності, яка виникла у той час. За словами Прієто, художники «відіграли вирішальну роль у представленні „нової жінки“, як малюючи образи, так і демонструючи цей новий тип у своєму власному житті». Наприкінці XIX — на початку XX століття близько 88 % передплатників 11 000 журналів і періодичних видань були жінками. Коли жінки увійшли до спільноти художників, видавці приймали їх на роботу для створення ілюстрацій, які зображували світ з точки зору жінки. Іншими успішними ілюстраторами були Дженні Огаста Браунскомб, Джессі Віллкокс Сміт, Елізабет Шиппен Грін і Вайолет Оклі.
У 1908 році О'Нілл почала зосереджуватися на створенні оригінальних творів мистецтва в умовах руху «Нова жінка» та руху суфражисток, і саме в цей період вона створила химерних персонажів Кьюпі, завдяки яким стала відомою. Їх назва, «Кьюпі», походить від імені Купідон, римського бога кохання. За словами О'Ніл, вона стала одержима ідеєю героїв-херувимів, аж до того, що бачила їх у снах: «Я так багато думала про Кьюпі, що мені наснилися вони, де вони виконували акробатичні номери на покривалі мого ліжка. Одна сиділа на моїй руці». Вона описала їх як «свого роду маленьку фею, єдина мета якої - навчити людей бути веселими та добрими водночас». Персонажі Кьюпі дебютували у вигляді коміксів у 1909 році в номері «Ледіс хоум джорнал». Подальші публікації коміксів про Кьюпі у «Woman's Home Companion» і «Гуд Хаус Кіпінг» допомогли швидко стати популярними.
У 1912 році JD Kestner, німецька порцелянова компанія, почала виробництво ляльок Кьюпі, і того року О'Нілл приїхала на завод у Вальтерсгаузені, щоб контролювати їхнє виробництво. Пізніші версії ляльок виготовлялися з композитних матеріалів та целулоїду. Кьюпі стала однією з перших масових іграшок у США. У міру того, як О'Нілл досягла слави, вона здобула суспільну репутацію богеми та стала палкою захисницею прав жінок. Успіх Кьюпі накопичив їй статок у розмірі 1,4 мільйона доларів, на які вона придбала нерухомість, зокрема Боннібрук, квартиру у Гринвіч-Вілледж, замок Карабас у Коннектикуті та віллу Нарциссус (куплену у Чарльза Керіла Коулмана) на острів Капрі, Італія. На піку успіху Кьюпі О'Нілл стала найбільш високооплачуваною жінкою-ілюстратором у світі. О'Нілл була добре відома в артистичних колах Нью-Йорка, і завдяки її співпраці вона стала джерелом натхнення для пісні «Rose of Washington Square».

### Париж і подальша кар'єра
О'Нілл продовжувала працювати, навіть у найбагатші роки, досліджуючи різні види мистецтва. Вона навчилася скульптурі в Огюста Родена та мала кілька виставок скульптур і картин у Парижі та США. Ці роботи були більш експериментальними за своєю природою, і значною мірою під впливом снів і міфології. З 1921 до 1926 роки О'Нілл жила у Парижі. Перебуваючи там, її обрали членом Спілки колоніальних художників у 1921 році, її скульптури виставлялись у галереях Девамбез у Парижі та Вальдштейна у Нью-Йорку у 1921 та 1922 роках відповідно.
У 1927 році О'Нілл повернулася до США та до 1937 року постійно жила у Боннібруку. До 1940-х років вона втратила більшість своїх грошей і майна, частково через марнотратство, а також через витрати на повне утримання своєї сім'ї, свого оточення «мистецьких» прихильників і першого чоловіка. Велика депресія також завдала шкоди статкам О'Нілл. У той період О'Нілл з жахом побачила, що її роботи більше не мали попит. Після тридцяти років популярності феномен персонажа Кьюпі зник, а фотографія замінила ілюстрацію як комерційний засіб. О'Нілл експериментувала зі створенням нової ляльки, зрештою створивши маленького Хо Хо, немовля-будду, яке посміхалося. Однак перш ніж вдалося завершити плани виробництва нової маленької фігурки, фабрика згоріла дотла.

## Особисте життя

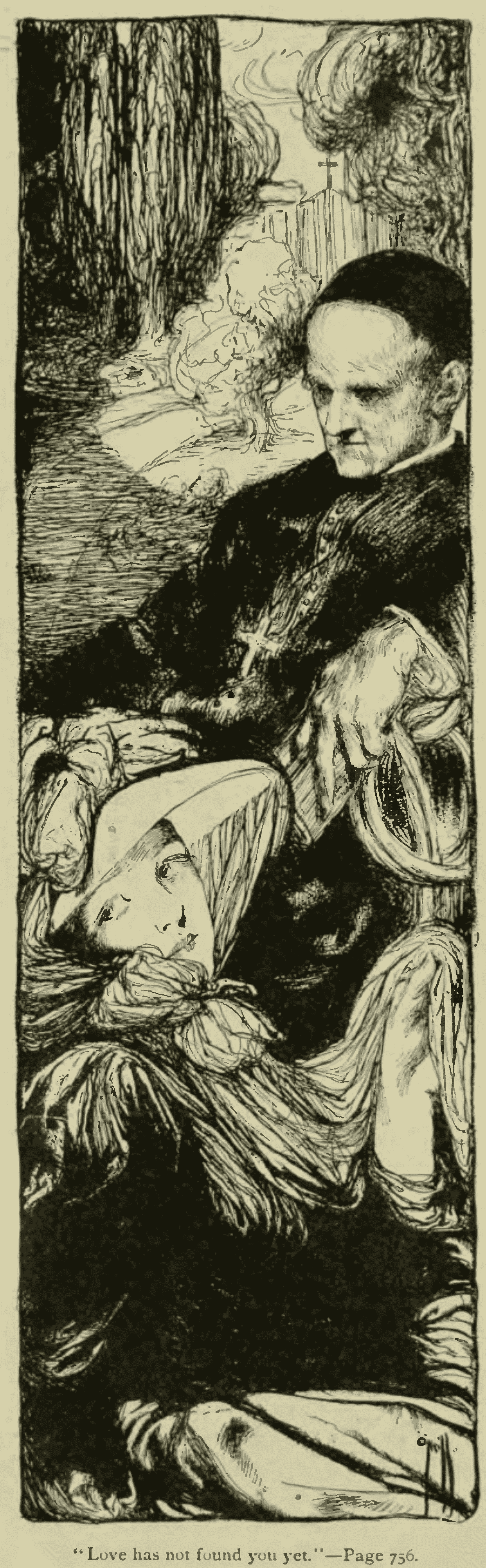
Сторінка 757, «Scribner's Magazine», 1908. Уривок зі сканованої ілюстрації до оповідання Темпл Бейлі «Філліда».

О'Нілл стала видатною особистістю в Бренсоні, штат Міссурі, жертвуючи свій час і твори мистецтва Озаркській школі у Пойнт-Лукаут, Міссурі, і залишаючись активною в місцевій мистецькій спільноті.
6 квітня 1944 року О'Нілл померла від серцевої недостатності внаслідок паралічу в будинку свого племінника в Спрінгфілді, штат Міссурі. Її поховали на сімейному цвинтарі на території садиби Боннібрук поряд із матір'ю та кількома членами родини:2–4. Садибу Боннібрук додали до Національного реєстру історичних місць у 1997 році.

## Опубліковані праці

### Як автор та ілюстратор
- The Loves of Edwy (Бостон: Lothrop, 1904)[38]
- The Lady in the White Veil (Нью-Йорк: Harper and Brothers, 1909)[4]
- The Kewpies and Dottie Darling (Нью-Йорк: Джордж Х. Доран, 1912)[4]
- The Kewpies: Their Book, Verse and Poetry (Нью-Йорк: Фредерік А. Стокс, 1913)[4]
- The Kewpie Kutouts (1914)[4]
- Буквар Кьюпі (1916)[4]
- The Master-Mistress (Нью-Йорк: Knopf, 1922)[4]
- Kewpies and the Runaway Baby (Нью-Йорк: Даблдей, Доран, 1928)[4]
- Гарда (Нью-Йорк: Doubleday, Doran, 1929)[4]
- The Goblin Woman (Нью-Йорк: Doubleday, Doran, 1930)[39]

### Тільки як ілюстратор
- The Lions of the Lord by Harry Leon Wilson (Boston: Lothrop, 1903)[40]
- The Boss of Little Arcady by Harry Leon Wilson (Boston: Lothrop, 1905)[40]
- The Hickory Limb by Parker Hoysted Fillmore (New York: John Lane Co., 1910)[41]
- Our Baby's Book (New York: Woman's Home Companion, 1914)[41]
- A Little Question of Ladies’ Rights by Parker Hoysted Fillmore (New York: John Lane Co., 1916)[41]
- Tomorrow's House; or The Tiny Angel by George O'Neil (New York: E. P. Dutton, 1930) — brother–sister collaboration[40]
- Sing a Song of Safety by Irving Caesar (New York: I. Caesar, 1937)[4]

## Додаткова література
- Armitage, S. (1994) Kewpies And Beyond, the World of Rose O'Neill. University Press of Mississippi. ISBN 0-87805-711-0.
- Brewster, L. (2009) Rose O'Neill: The Girl Who Loved to Draw. Boxing Day Books. ISBN 978-0-9798332-3-6.
- Brewster, L. (2014) Rose O'Neill: Not Just The Kewpie Lady. Illustration Magazine. ISBN 9780990846208.
- Formanek-Brunell, M. (1997) The Story of Rose O'Neill. University of Missouri Press. ISBN 0-8262-1106-2.
- Ripley, J. R. (2004) Bum Rap in Branson. Beachfront Publishing. ISBN 1-892339-89-7.
- Goodman, Helen (1989) The Art of Rose O'Neill. Brandywine River Museum. Exhibition Catalogue.